# Jörg Merten
Jörg Merten (* 26. Juni 1981 in Lilienfeld) ist ein österreichischer Handballtrainer und ehemaliger Handballspieler.

## Karriere

### Als Spieler
Der gebürtige Lilienfelder begann im Jahr 2001 für die Aon Fivers zu spielen. Im Sommer 2012 wechselte der linke Flügelspieler als Spielertrainer zum niederösterreichischen Verein Vöslauer HC.

### Als Trainer
Seit 2013 läuft Merten nicht mehr als Spieler auf. In der Saison 2013/14 schaffte er auf seiner ersten Station als Trainer einer Männermannschaft den Aufstieg in die Handball Bundesliga Austria. 2015 übernahm Janos Frey das Traineramt beim Vöslauer HC von Merten.

## HLA-Bilanz
| Saison    | Verein                         | Spielklasse | Tore | 7-Meter     | Feldtore |
| --------- | ------------------------------ | ----------- | ---- | ----------- | -------- |
| 2008/09   | Handballclub Fivers Margareten | HLA         | 34   | 2/9         | 32       |
| 2009/10   | Handballclub Fivers Margareten | HLA         | 52   | 3/6         | 49       |
| 2010/11   | Handballclub Fivers Margareten | HLA         | 63   | 0/0         | 63       |
| 2011/12   | Handballclub Fivers Margareten | HLA         | 11   | 0/0         | 11       |
| 2008–2012 | gesamt                         | HLA         | 160  | 5/15 (33 %) | 155      |

## Erfolge
- 1× Österreichischer Meister (mit den Aon Fivers)
- 2× Österreichischer Pokalsieger (mit den Aon Fivers)